# Бангладеська астрономічна асоціація
Бангладеська астрономічна асоціація (бенг. বাংলাদেশ অ্যাস্ট্রোনমিক্যাল অ্যাসোসিয়েশন, англ. Bangladesh Astronomical Association) — наукове товариство в Бангладеш, що спеціалізується на астрономії. Займається організацією астрономічних семінарів, науково-популярних подій, проведенням астрономічних олімпіад, виданням книг і журналів

## Історія
Бангладеська астрономічна асоціація була заснована бангладеськими астрономами 5 травня 1988 року в місті Дакка. Зараз вона налічує понад 500 членів.

## Діяльність
Кожні два роки асоціація організовує Космічний фестиваль Дакки (Dhaka Mahakash Utsab, Dhaka space festival). Асоціація видає науковий журнал "Bangladesh Journal of Astronomical Research". Раз на два місяці вона також випускає науково-популярний журнал "Mahakash Barta". Асоціація керує науково-інформаційним центром і бібліотекою імені Мегнада Сахи (Meghnad Saha Scientific Information Centre and Library). У 1990 році асоціація започаткувала «Премію Бруно» для відзначення астрономічних досліджень у Бангладеш.
Асоціація проводить у Бангладеш астрономічні семінари, а в 2020 році відзначила день народження Костянтина Ціолковського. Щоп'ятниці вона організовує безкоштовні заходи зі спостереженнями неба. Асоціація видала низку книг з астрономії.
Бангладеська астрономічна асоціація проводить у Бангладеш астрономічні олімпіади і відправляє команди Бангладеш на Міжнародні олімпіади з астрономії та астрофізики та Міжнародні олімпіади з астрономії.